# Alaska Airlines
Alaska Airlines es una aerolínea estadounidense con sede en SeaTac, Washington, cerca de Seattle. Fue fundada como McGee Airways en 1932, ofreciendo vuelos desde Anchorage, Alaska. Hoy en día es una compañía aérea importante, operando vuelos a más de un centenar de destinos en los Estados Unidos continentales, Alaska, Hawái, Canadá, Costa Rica y México, y junto con su aerolínea hermana Horizon Air, es parte del Alaska Air Group. 
Sus bases de operaciones se encuentran en el Aeropuerto Internacional de Seattle-Tacoma y en el Aeropuerto Internacional Ted Stevens Anchorage de Anchorage, Alaska. También realiza operaciones importantes en el Aeropuerto Internacional de Los Ángeles y en el Aeropuerto Internacional de Portland. Tiene dos unidades de negocios: Horizon Airlines y la propia Alaska Airlines.

## Historia
En su inicio la aerolínea tuvo el nombre de McGee Airways, que se inauguró con su ruta entre Anchorage y la bahía de Bristol en 1932 con un aparato monomotor de tres plazas. Mediante varios procesos de fusiones y adquisiciones con otras compañías, se produjeron los cambios en el nombre corporativo, asimismo, los negocios se expandieron en Alaska y los EE. UU. El nombre Alaska Airlines se adoptó en 1944. La compañía subsidiaria de Alaska Airlines (y de su propiedad en un 100%), la aerolínea Horizon Air, se creó en 1981 para servir a las comunidades de rutas desatendidas por otras más grandes, gracias al Acta de Desregulación de Aerolíneas de 1978. En 1985 se formó el grupo Alaska Air Group, como una compañía de tipo holding para Alaska Airlines. Un año después el holding adquirió Horizon Air y Jet America Airlines, las cuales de unieron a Alaska Airlines en 1987. La aerolínea empleaba a 9.866 personas (en marzo de 2007). En primavera del 2020 se integra a Oneworld.

## Servicios
El sistema de rutas de Alaska Airlines abarca más de 80 ciudades en los Estados Unidos, Canadá, México y Costa Rica. La aerolínea operaba vuelos tipo chárter al oriente de la Unión Soviética desde finales de la década de los 60, y se dio a conocer por el vuelo amistoso de 1988 a Providéniya que traspasó la vieja frontera soviética.[cita requerida] La aerolínea comenzó a programar operaciones de vuelo al oriente de la Unión Soviética en 1991 después de la caída de la cortina de hierro, pero suspendió dichas operaciones en 1998 a raíz de la crisis financiera rusa. La aerolínea volaba aviones tipo MD-80 en esas rutas.
La reputación de Alaska Airlines de ofrecer un excelente servicio le ha conferido altas calificaciones en publicaciones como Travel + Leisure y Condé Nast Traveler. Es considerada como una de las pioneras en implementar tecnología de punta. Fue la primera en vender boletos desde su propio sitio web, en permitir el registro de embarque para el vuelo desde internet e instalar quioscos automáticos de autorregistro para sacar el pase al avión en los aeropuertos. Alaska Airlines también fue la primera en introducir el digEplayer, un sistema portátil de entretenimiento que provee películas de cine, de acuerdo con los gustos del pasajero, programas de televisión, dibujos animados, música e información de la ciudad de destino.
Históricamente ha sido una de las compañías de transporte aéreo más grandes en la costa oeste de los Estados Unidos, así como en el estado de Alaska, con una fuerte presencia en Seattle, Portland, el Área de la Bahía de San Francisco y el Área Metropolitana de Los Ángeles (sirviendo a la totalidad de los cinco aeropuertos principales en el área de Los Ángeles y tres en el Área de la Bahía). Con la adquisición de aeronaves Boeing 737 de última generación a partir de 1999, Alaska comenzó a cubrir más vuelos de largo alcance. En 2000, comenzó a operar entre Anchorage y Chicago. En 2001, se le otorgó a la aerolínea el "slot exemptions" por el Departamento de Transporte para operar un vuelo sin escalas desde el Aeropuerto Nacional Ronald Reagan de Washington (DCA) a Seattle, que fue suspendido después de solo unos cuantos días, debido al atentado del 11 de septiembre de ese año contra el World Trade Center en Nueva York. Sin embargo, los servicios se reanudaron al año siguiente, con un vuelo adicional desde el Aeropuerto Nacional de Washington a Seattle, que fue inaugurado en 2004, así como un vuelo sin escalas entre el Nacional de Washington y Los Ángeles. Otros vuelos de largo alcance desde Seattle se iniciaron en 2002, incluyendo operaciones a Boston, Miami, y Newark. En octubre de 2007 Alaska Airlines tiene planificado comenzar un servicio a Hawái, realizando un vuelo sin escalas a Honolulú desde Seattle y Anchorage así como un servicio a Lihue, Kauai desde Seattle.
La aerolínea regional subsidiaria de Alaska Airlines, Horizon Air, está cercanamente integrada a las operaciones de ésta, compartiendo entre las dos muchas rutas. Alaska y Horizon Air están subordinadas a la misma compañía matriz, Alaska Air Group. El Programa de viajero frecuente de la aerolínea es llamado "Mileage Plan". Alaska Airlines no es parte de ninguna de las tres grandes alianzas de aerolíneas, pero las aerolíneas en convenio con "Mileage Plan" incluyen a miembros prominentes de SkyTeam, tales como Continental Airlines, Delta Air Lines, Northwest Airlines, KLM, y Air France, así como miembros de Oneworld, incluyendo a American Airlines, British Airways, Cathay Pacific, LAN Airlines y Qantas.

## Sala de embarque
El salón vip de Alaska Airlines se conoce como "Board Room" o "Sala de embarque". Hay 6 clubes, todos localizados en la costa oeste. Los miembros del "Board Room" también tienen acceso al World Clubs de la aerolínea Northwest, al Crown Room Clubs de las aerolíneas Delta, y Continental y al President's Clubs de la aerolínea Copa's. Los lugares donde se encuentran los Board Room son:
- Anchorage
- Los Ángeles
- Portland
- San Francisco
- Seattle
- Vancouver

## Destinos
El sistema de rutas de Alaska abarca más de 115 destinos en los Estados Unidos, Bahamas, Belice, Canadá, Costa Rica, Guatemala y México. Algunos de los destinos atendidos en Alaska incluyen Anchorage, Adak, Cordova, Fairbanks, Juneau, Ketchikan, Kodiak, Kotzebue, King Salmon, Nome, Prudhoe Bay, Sitka y Utqiagvik (anteriormente Barrow), varios de los cuales son inaccesibles por carretera.
La aerolínea comenzó a operar vuelos regulares al Extremo Oriente ruso en 1991, tras la desintegración de la Unión Soviética, pero suspendió el servicio en 1998 tras la crisis financiera en Rusia de 1998.
Históricamente, Alaska ha sido una de las aerolíneas más grandes de la Costa Oeste de los Estados Unidos, con una fuerte presencia en Anchorage, Seattle, Portland y San Diego, y presta servicios en cuatro aeropuertos del Área de la Bahía y cuatro aeropuertos en el área metropolitana de Los Ángeles.
Algunas ciudades de la red de Alaska con menos tráfico reciben servicios de aerolíneas regionales asociadas en virtud de un acuerdo de compra de capacidad. En virtud de ese acuerdo, se paga a la aerolínea regional por operar y mantener las aeronaves utilizadas en los vuelos programados y comercializados por Alaska Airlines. Los socios de aerolíneas de Alaska incluyen la subsidiaria regional de propiedad absoluta Horizon Air y la aerolínea SkyWest Airlines.
El 11 de diciembre de 2024, se informó que Alaska Airlines y Hawaiian Airlines se unirían para ofrecer dos nuevas rutas desde Seattle a Tokio y Seúl a partir del 12 de mayo de 2025. Esta colaboración marca la primera ruta de larga distancia que utiliza el avión de fuselaje ancho de Hawaiian Airlines, Airbus A330-200, desde su fusión por $1,900 millones de dólares en septiembre de 2024.

### Acuerdos de código compartido
Alaska Airlines es miembro de la alianza Oneworld y tiene códigos compartidos o asociaciones de millas con las siguientes aerolíneas:
- Aer Lingus
- Air Tahiti Nui
- Aleutian Airways
- American Airlines
- Bahamasair
- British Airways
- Cape Air
- Cathay Pacific
- Condor
- Contour Airlines
- Fiji Airways
- Finnair
- Hainan Airlines
- Hawaiian Airlines
- Iberia
- Icelandair
- Japan Airlines
- Kenmore Air
- Korean Air
- LATAM Chile
- Level
- Malaysia Airlines
- Mokulele Airlines
- Oman Air
- Philippine Airlines
- Porter Airlines
- Qantas
- Qatar Airways
- Royal Air Maroc
- Royal Jordanian
- Singapore Airlines
- Southern Airways Express
- SriLankan Airlines
- StarLux Airlines

### Acuerdos interlínea
Alaska Airlines tiene acuerdos interlínea con las siguientes aerolíneas:
- Air India
- Air Premia
- Azores Airlines
- Caribbean Airlines
- Emirates
- French Bee
- Hahn Air
- Play
- Norse Atlantic Airways
- WestJet

## Flota

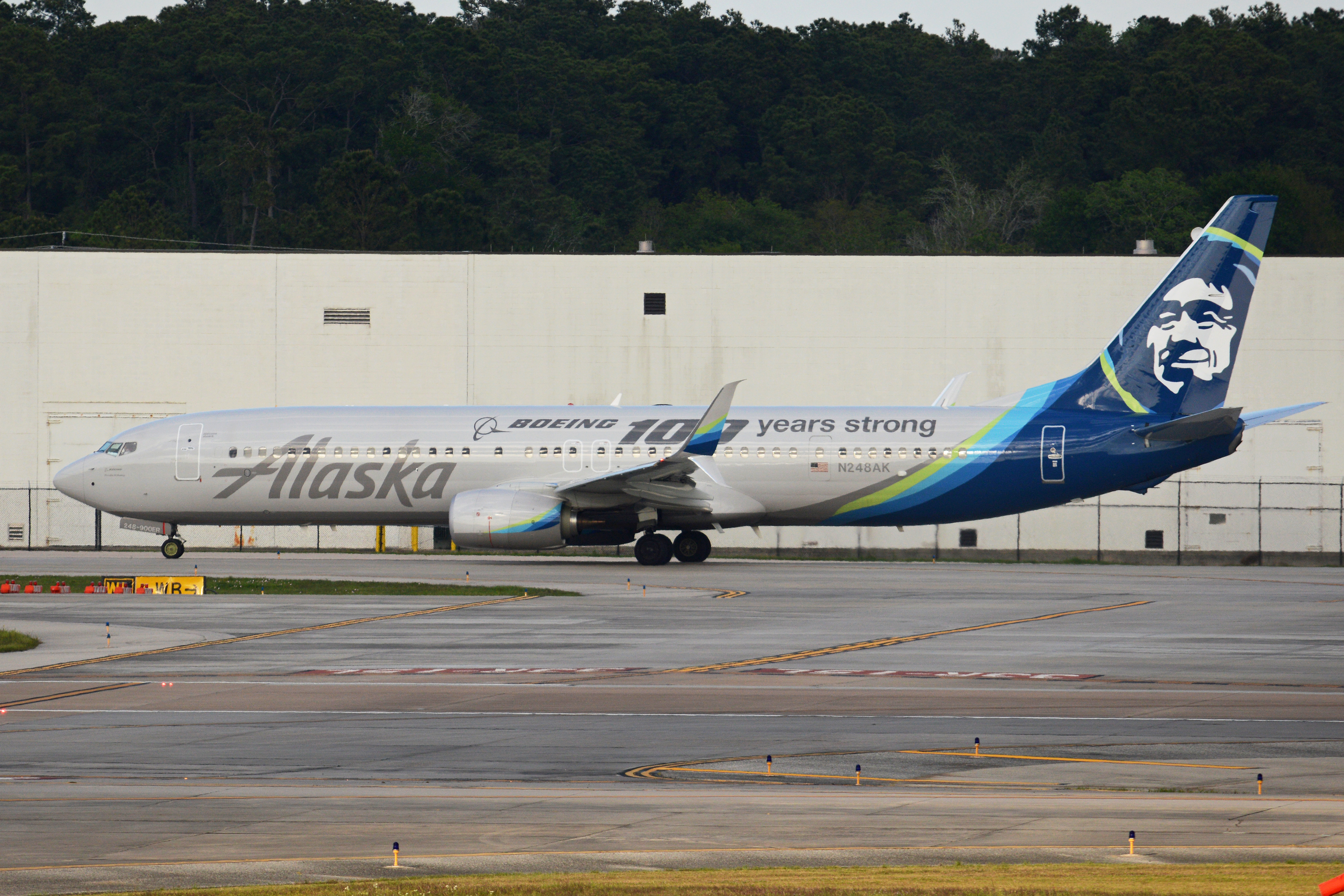
Alaska Airlines conmemoró su relación con Boeing en 2016 con una decoración en un avión Boeing 737-900ER que celebra el centenario del fabricante de aviones.

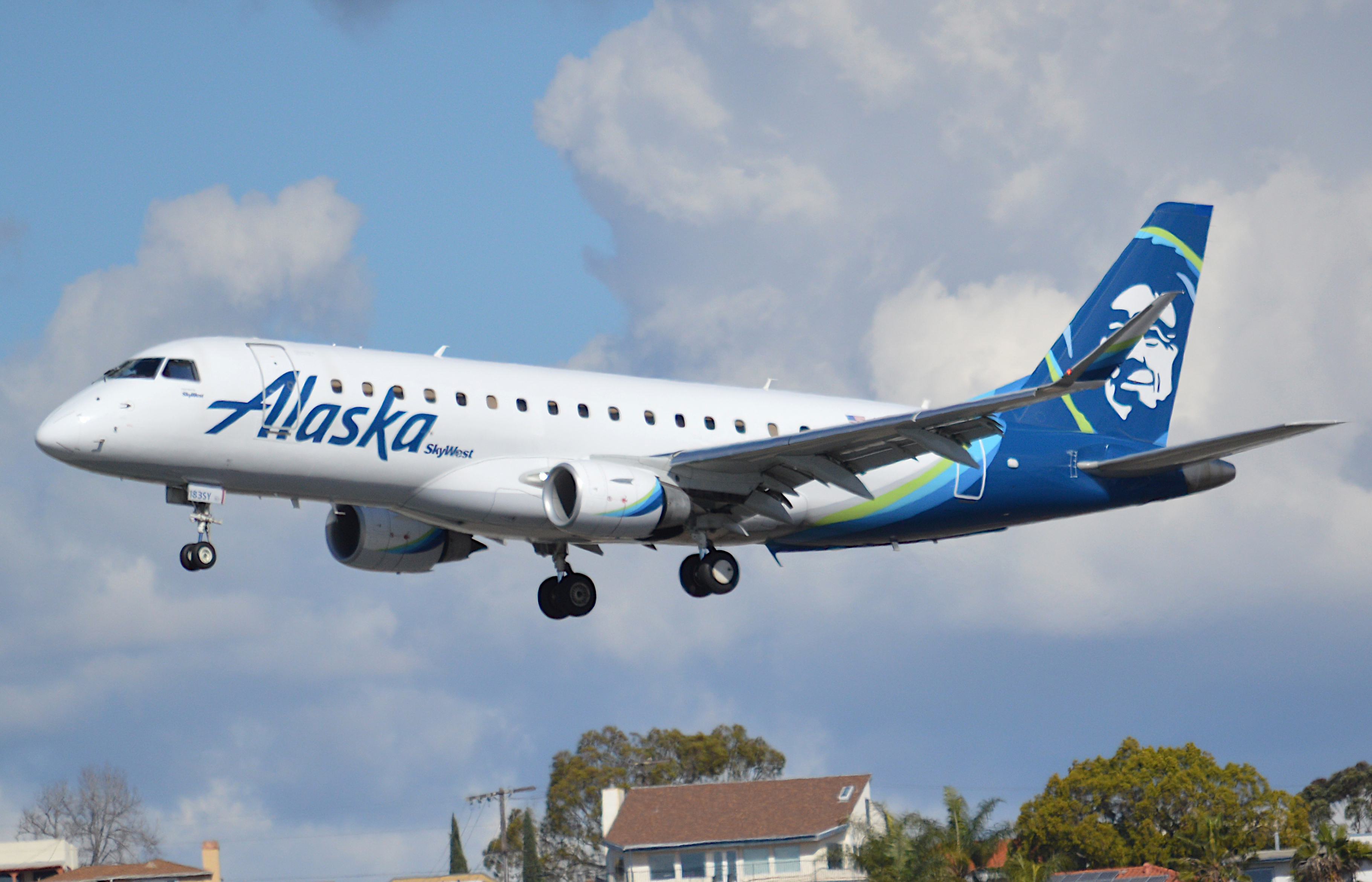
Tanto Horizon Air como SkyWest Airlines operan aviones Embraer 175.

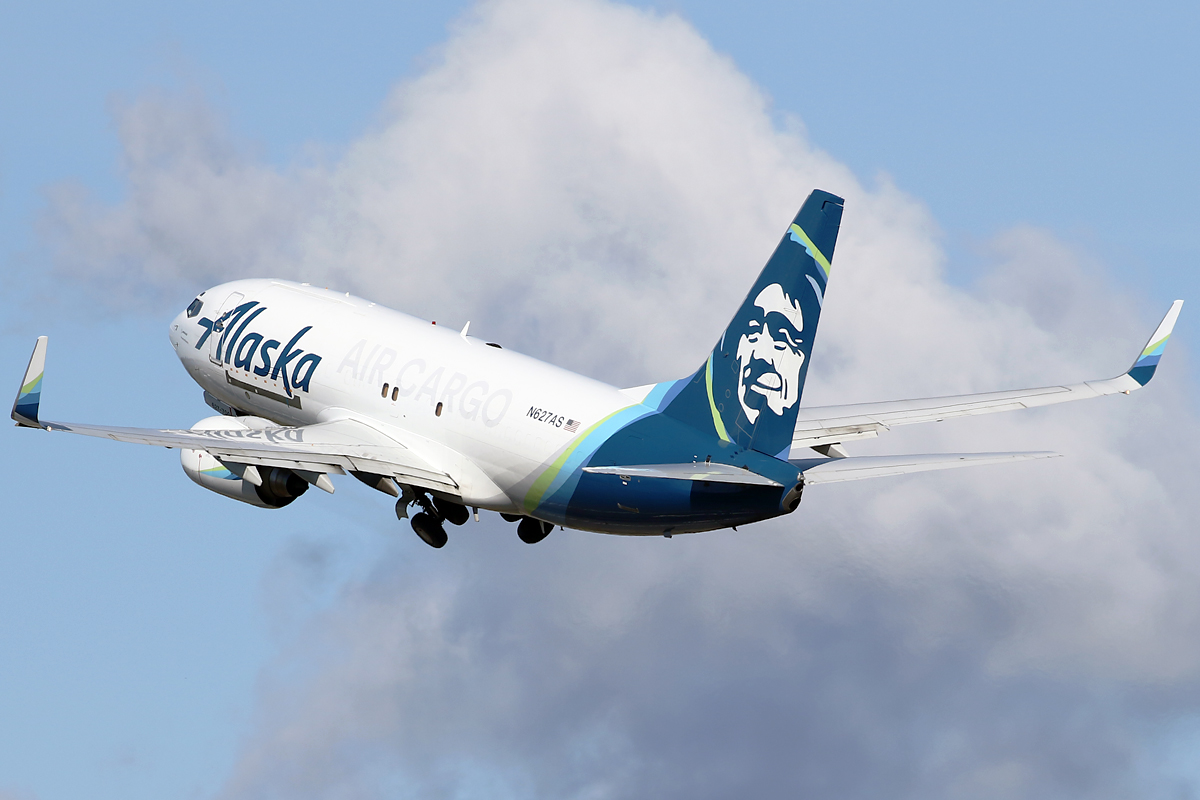
Alaska Air Cargo opera el Boeing 737-700F, una de las dos variantes de su flota.

### Flota Actual
A julio de 2025, la flota de Alaska Airlines contaba con un promedio de edad de 9 años:
| Avión                                 | En Servicio                           | Órdenes                               | Pasajeros                             | Pasajeros                             | Pasajeros                             | Pasajeros                             | Notas                                         |
| Avión                                 | En Servicio                           | Órdenes                               | F                                     | Y+                                    | Y                                     | Total                                 | Notas                                         |
| Flota de pasajeros de Alaska Airlines | Flota de pasajeros de Alaska Airlines | Flota de pasajeros de Alaska Airlines | Flota de pasajeros de Alaska Airlines | Flota de pasajeros de Alaska Airlines | Flota de pasajeros de Alaska Airlines | Flota de pasajeros de Alaska Airlines | Flota de pasajeros de Alaska Airlines         |
| ------------------------------------- | ------------------------------------- | ------------------------------------- | ------------------------------------- | ------------------------------------- | ------------------------------------- | ------------------------------------- | --------------------------------------------- |
| Boeing 737-700                        | 11                                    | —                                     | 12                                    | 18                                    | 94                                    | 124                                   |                                               |
| Boeing 737-800                        | 56                                    | —                                     | 12                                    | 30                                    | 117                                   | 159                                   |                                               |
| Boeing 737-800                        | 3                                     | —                                     | 12                                    | 30                                    | 120                                   | 162                                   |                                               |
| Boeing 737-900                        | 3                                     | —                                     | 16                                    | 24                                    | 138                                   | 178                                   | Seran Transferidos a Breeze Airways.          |
| Boeing 737-900ER                      | 79                                    | —                                     | 16                                    | 24                                    | 138                                   | 178                                   |                                               |
| Boeing 737 MAX 8                      | 8                                     | 12                                    | 12                                    | 30                                    | 117                                   | 159                                   |                                               |
| Boeing 737 MAX 9                      | 80                                    | —                                     | 16                                    | 24                                    | 138                                   | 178                                   |                                               |
| Boeing 737 MAX 10                     | —                                     | 51                                    | ASA                                   | ASA                                   | ASA                                   | 190                                   | Se espera que las entregas comiencen en 2026. |
| Flota de Alaska Air Cargo             |                                       |                                       |                                       |                                       |                                       |                                       |                                               |
| Boeing 737-700F                       | 3                                     | —                                     | Carga                                 | Carga                                 | Carga                                 | Carga                                 |                                               |
| Boeing 737-800F                       | 2                                     | —                                     | Carga                                 | Carga                                 | Carga                                 | Carga                                 |                                               |
| Flota Regional de Pasajeros           |                                       |                                       |                                       |                                       |                                       |                                       |                                               |
| Embraer 175LR                         | 45                                    | 5                                     | 12                                    | 16                                    | 48                                    | 76                                    | Operado por Horizon Air.                      |
| Embraer 175LR                         | 43                                    | —                                     | 12                                    | 16                                    | 48                                    | 76                                    | Operado por SkyWest Airlines.                 |
| Total                                 | 332                                   | 69                                    |                                       |                                       |                                       |                                       |                                               |

### Flota Histórica

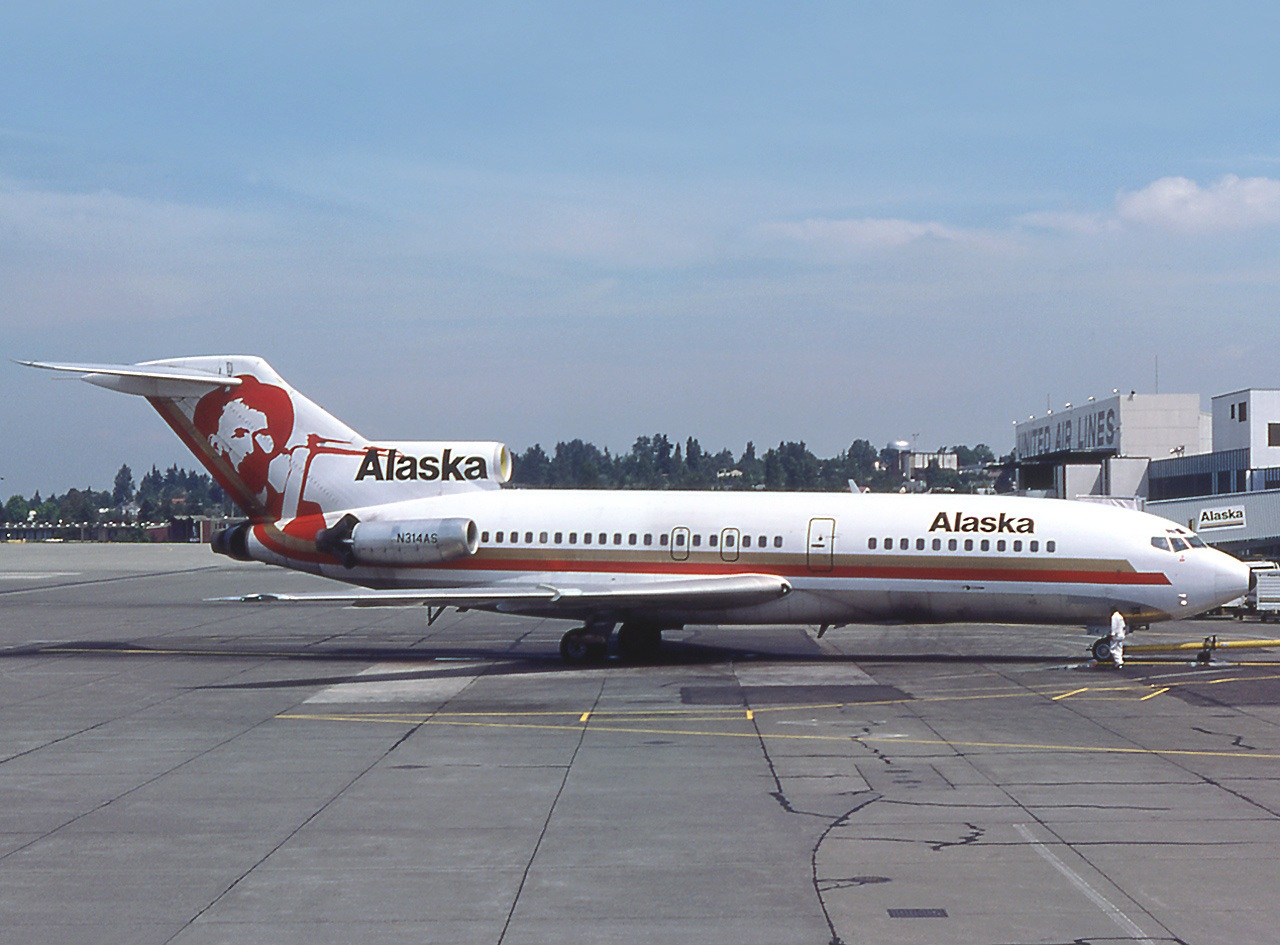
Alaska Airlines recibió su primer avión Boeing 727-100 en 1966.

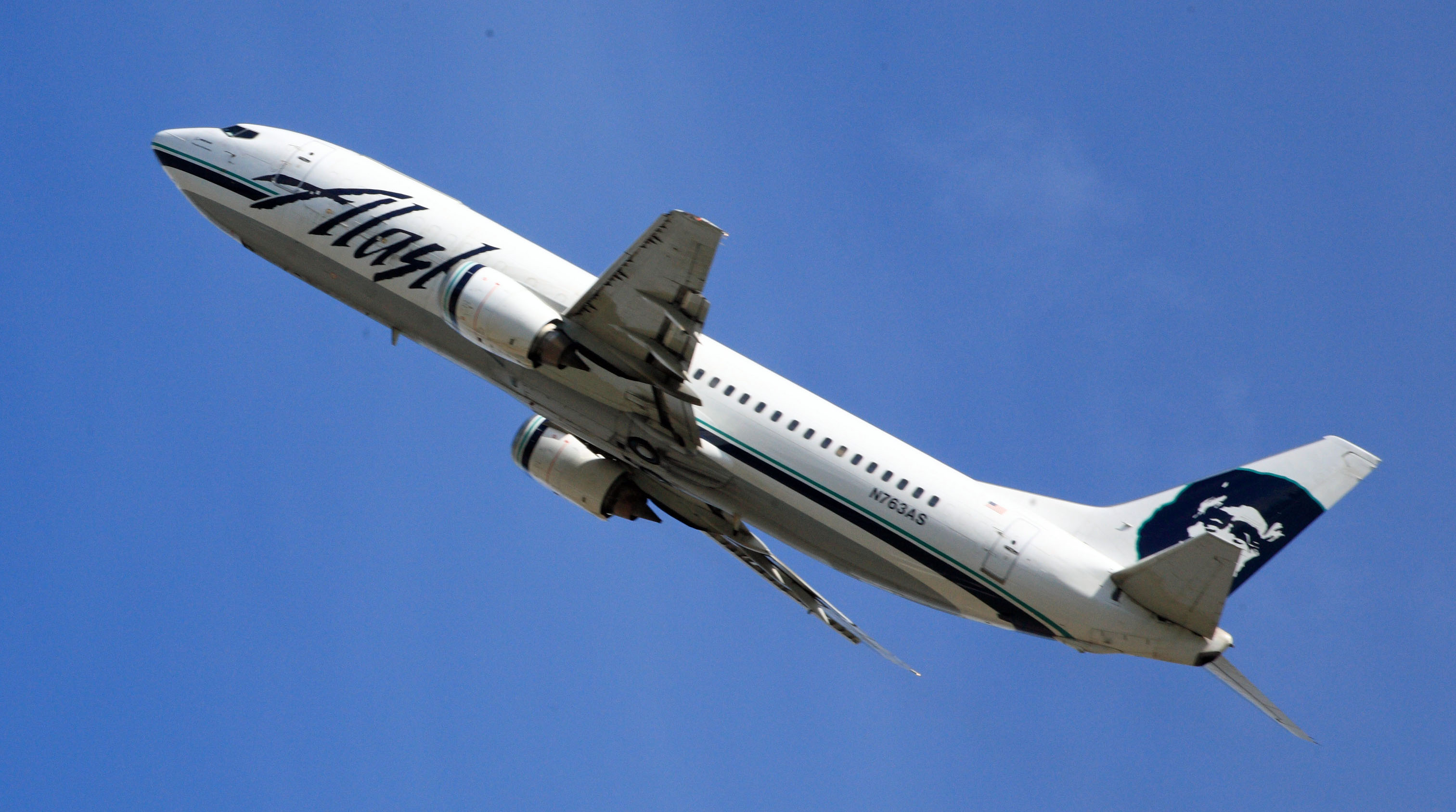
Entre 1981 y 2017, los aviones Boeing 737 Combi desempeñaron un papel importante en el despliegue de carga de la aerolínea en las rutas al estado de Alaska.

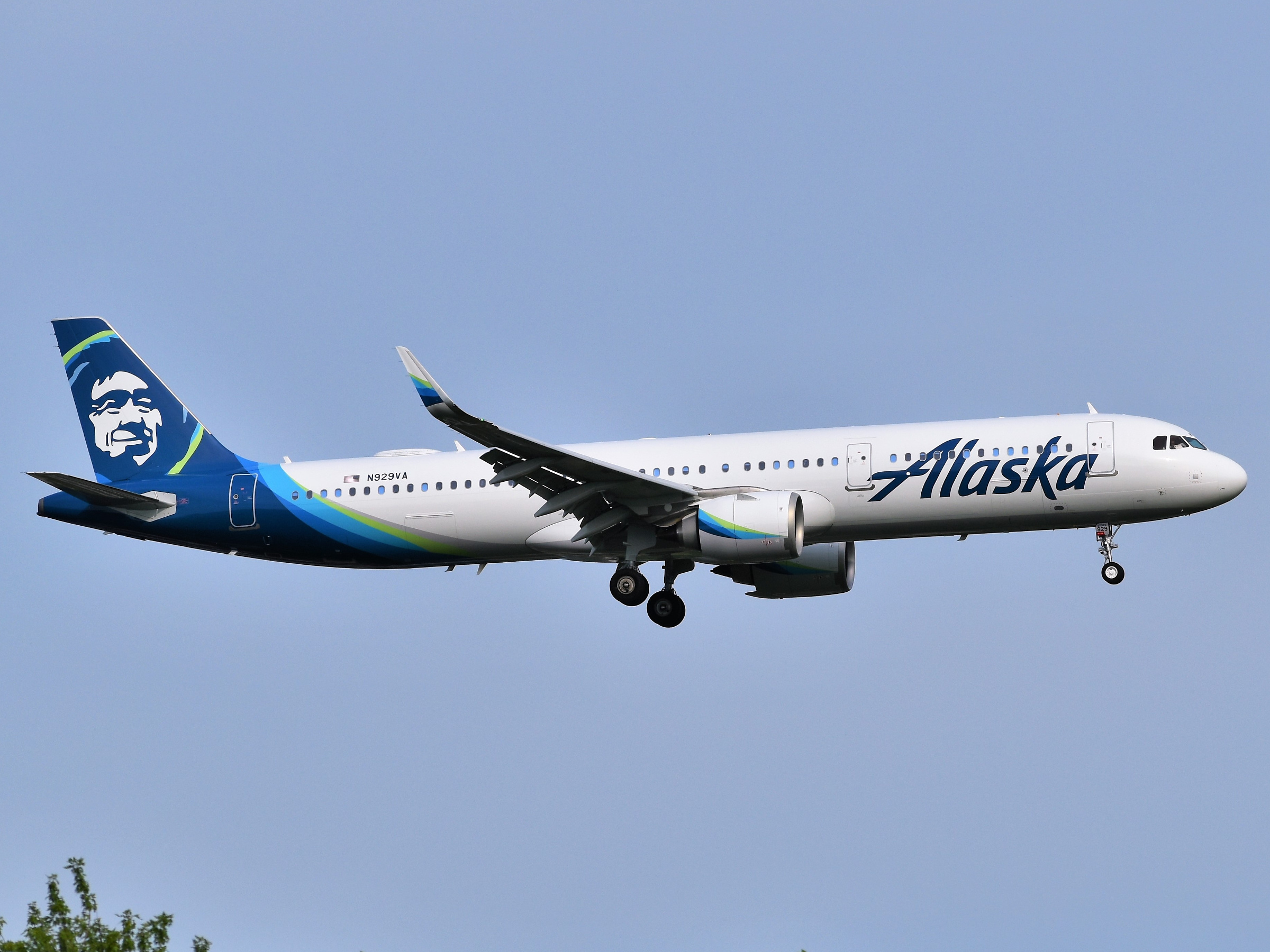
Airbus A321neo N929VA de Alaska Airlines (anteriormente de Virgin America) en la aproximación final al Aeropuerto Internacional John F. Kennedy de Nueva York.

| Avión                   | Total | Introducido | Retirado | Notas                                               |
| ----------------------- | ----- | ----------- | -------- | --------------------------------------------------- |
| Airbus A319-100         | 10    | 2018        | 2020     | Tomados de Virgin America después de la fusión.     |
| Airbus A320-200         | 53    | 2018        | 2023     | Tomados de Virgin America después de la fusión.     |
| Airbus A321neo          | 10    | 2018        | 2023     | Tomados de Virgin America después de la fusión.     |
| Boeing 720              | 4     | 1973        | 1975     | Arrendado de Pan Am.                                |
| Boeing 720B             | 1     | 1972        | 1972     | Arrendado de Continental Airlines.                  |
| Boeing 727-100          | 32    | 1966        | 1990     |                                                     |
| Boeing 727-200          | 29    | 1970        | 1994     |                                                     |
| Boeing 737-200C         | 9     | 1981        | 2007     |                                                     |
| Boeing 737-400          | 40    | 1992        | 2018     | Uno reconvertido en carguero y cinco en combis.     |
| Bombardier CRJ-700      | 9     | 2011        | 2018     | Operado por SkyWest Airlines.                       |
| Bombardier Dash 8 Q400  | 54    | 2011        | 2023     | Operado por Horizon Air.                            |
| Convair 880             | 1     | 1961        | 1966     | Primer avión de pasajeros operado por la aerolínea. |
| Convair 990             | 1     | 1967        | 1969     |                                                     |
| McDonnell Douglas MD-82 | 14    | 1985        | 2007     |                                                     |
| McDonnell Douglas MD-83 | 34    | 1985        | 2008     | Uno destruido en el accidente del vuelo 261.        |

## Antigüedad de la flota
En noviembre de 2022, el promedio de antigüedad de la flota de Alaska Airlines era de 9.2 años.
Alaska opera una flota de Boeing 737 y MD-80, cuyos aviones con propulsión a chorro hacen de ella una de las flotas más jóvenes, entre las aerolíneas de mayor importancia en los Estados Unidos. La aerolínea finalmente ha planificado reemplazar todas las aeronaves MD-80 con Boeing 737-800 para finales de 2008. Alaska Airlines fue el cliente inaugural para la nueva versión del modelo 737-900 y también utiliza 737-400, 737-700 y 737-800 en sus operaciones. Comenzando a finales de 2005, Alaska comenzó a modificar algunos de sus 737-400 para usarlos exclusivamente como aviones de carga, o con la configuración carga-pasajeros para reemplazar su envejecida flota de 737-200 de utilización mixta (carga y pasajeros). Las primeras de esas aeronaves entraron en servicio como cargueros en julio de 2006, mientras que varias aeronaves 737-400 han sido reconfiguradas con una relación pasajero/carga fija. Alaska retiró de servicio cinco aeronaves 737-200 en 2006. El último avión 737-200 fue retirado el 31 de marzo de 2007. [cita requerida]

## Adquisiciones
El 15 de junio de 2005, Alaska hizo un pedido de 35 aeronaves Boeing 737-800 con un valor de US$2300 millones (precios de lista) con opción para 15 aeronaves adicionales y los derechos de compra para otros 50, convirtiéndose en una de las mayores órdenes de compra para el 737-800. El primero de esos aviones fue entregado en enero de 2006, con entregas programadas durante los siguientes seis años (ref: Air International, July 2005). Los MD-80's puestos fuera de servicio serán almacenados en Mojave o Victorville, California.

#### Adquisición de Virgin America
El 4 de abril de 2016, Alaska Air Group anunció que adquiriría Virgin America, una aerolínea con base en Área de la Bahía de San Francisco. Con Virgin America operando centros en  San Francisco y  Los Ángeles, la fusión amplió enormemente la presencia de Alaska Airlines en California y la  Costa Oeste.
Después de que se anunció la adquisición, Richard Branson, el jefe del Grupo Virgin y uno de los fundadores de Virgin America, se describió a sí mismo como "triste" y decepcionado.A pesar de la protesta de su accionista de más alto perfil, la mayoría de los accionistas de Virgin America votaron para aprobar la venta a Alaska Air Group.
Alaska Air Group compró Virgin America por $ 57 por acción, una valoración total de $ 2.6 mil millones, con gastos adicionales que elevan el costo a aproximadamente $ 4 mil millones.La adquisición se completó el 14 de diciembre de 2016.
El Departamento de Transporte de los Estados Unidos (DOT por su sigla en inglés) emitió un solo certificado operativo para las líneas aéreas combinadas el 11 de enero de 2018. Las líneas aéreas se fusionaron en el mismo sistema de servicio de pasajeros el 25 de abril de 2018, lo que significa que la mayoría de las partes de la compañía orientadas al cliente (incluidos los números de vuelo, el sitio web , aplicaciones móviles y quioscos de facturación en el aeropuerto) tienen una sola marca: Alaska Airlines. El último vuelo de Virgin America fue el 24 de abril de 2018.El último avión de Virgin America fue repintado el 2 de junio de 2019.
La adquisición creó un problema para el Grupo ampliado: Alaska opera una flota de aviones Boeing 737, pero Virgin America operaba una flota de Airbus. A pesar de que los jets familiares 737 y A320 están diseñados para operar en el mismo segmento (segmento de corto a mediano alcance de hasta 200 pasajeros), los dos jets son muy diferentes en términos de operación, y cualquiera que desee cambiar de un 737 para un avión familiar A320 (o viceversa) debe pasar por un largo curso de capacitación, un proceso costoso para la aerolínea.Los primeros arrendamientos de Airbus expiraron en 2019, con más vencimientos entre 2021 y 2024.

## Empleados
En marzo de 2007, Alaska Airlines daba trabajo a 9.866 empleados. Alaska subcontrata las operaciones de manejo de equipaje en la mayoría de los aeropuertos, excepto en el estado de Alaska. El mantenimiento pesado de las aeronaves de Alaska es efectuado por compañías en Abbotsford, Columbia Británica, y en Oklahoma City, pero la aerolínea continúa realizando el mantenimiento de rutina en su hangar de Aeropuerto Internacional de Seattle-Tacoma.

## Diseño gráfico

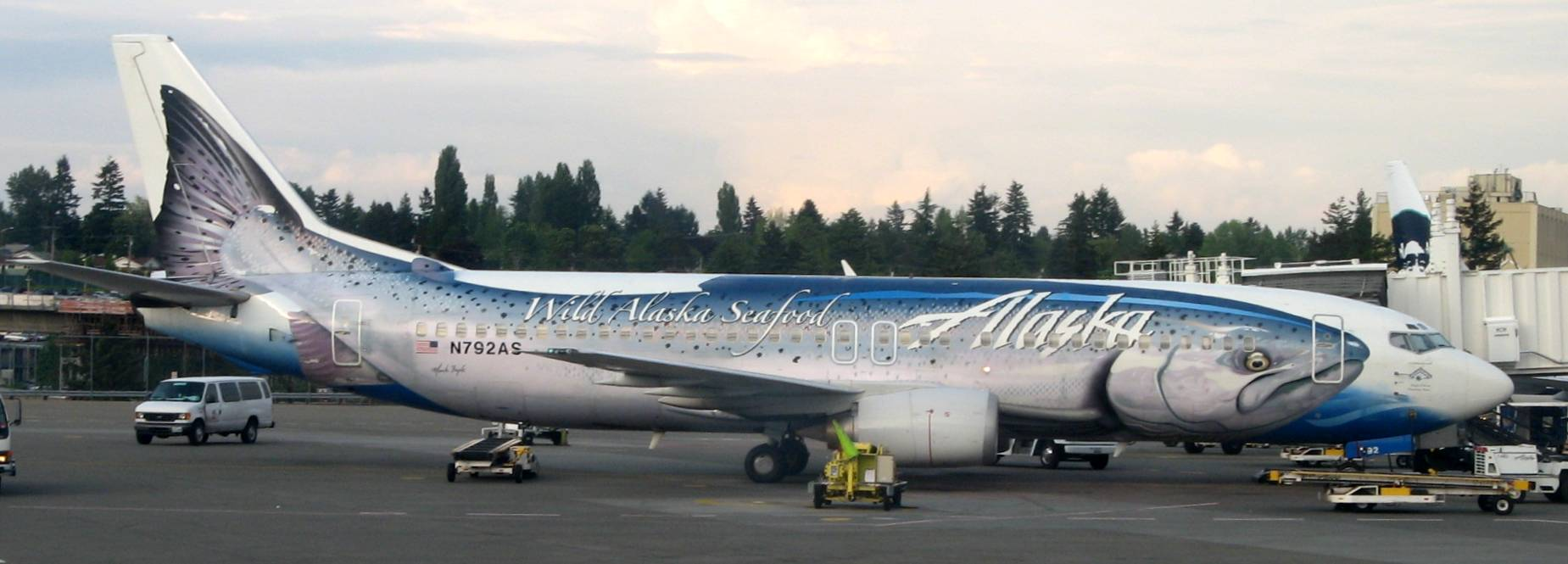
Boeing 737–400 de Alaska Airlines con los colores Salmon Thirty Salmon.

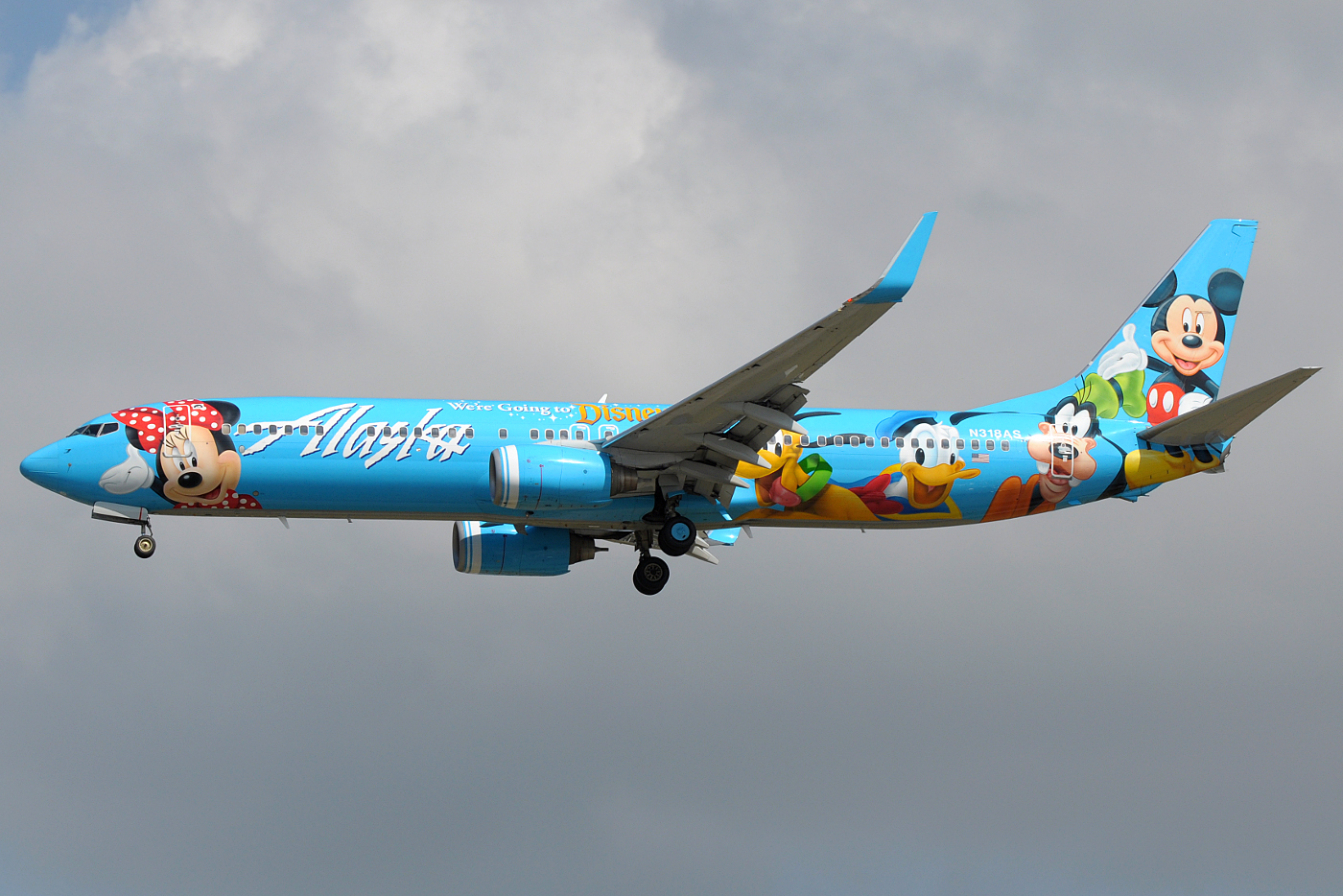
Boeing 737-900 con el diseño The Spirit of Disneyland II

El primer diseño gráfico en los aviones de Alaska airlines fue simplemente la palabra Alaska en color dorado en las colas. Durante finales de la década de los 70 y principios de la de 1980, fue añadida la pintura de un esquimal al diseño gráfico, el cual aún se usa por la aerolínea. Tres aviones Boeing 737-400 muestran dibujos especiales promocionales de la compañía Disney. Otro avión 737-400 fue pintado para que pareciera un salmón gigante (conocido en los círculos de la aviación como el Salmon-Thirty-Salmon sustituyen "seven" por "salmon"), mientras que un 737-400 y un 737-800 muestran el diseño en esquema en reversa con alaskaair.com pintado en los costados. Comenzando en la década de los años de 1980 los colores de Alaska Airlines eran azul y verde. A principios de la década de los años de 1990 los colores de Alaska cambiaron a azul cielo profundo y azul-verde. En noviembre de 2006 Alaska añadió otro 737 a su flota al esquema del genio de Aladino de Disney. Alaska también ha pintado esquimales que decían cosas como "Gracias por volar por Alaska" y algunas pinturas las dibujaron con gafas para sol puestas. La flota tiene otro 737 especial con los primeros colores de la aerolínea para celebrar el 75to. aniversario de Alaska Airlines, evento para el cual el diseño gráfico a utilizar fue sometido a votación por los empleados de Alaska Airlines.

## Incidentes y accidentes

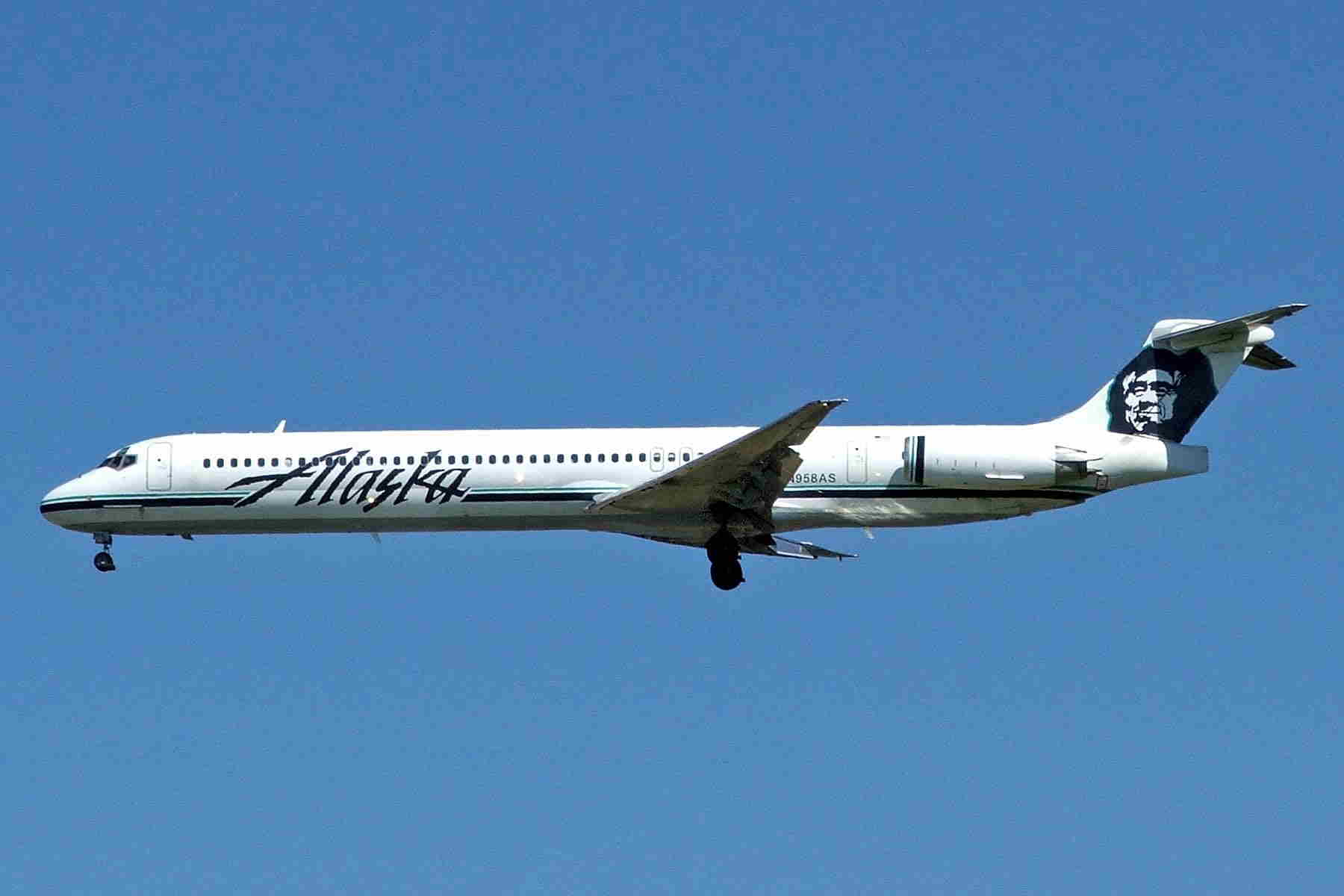
Avión similar al que se estrelló como el vuelo 261.

- El 2 de marzo de 1957, un avión de Alaska Airlines Douglas C-54B (Matrícula N90449) "impactó una montaña a tres millas de Blyn, mientras se aproximaba a Seattle. El capitán intencionalmente entró en un área de nubosidad de baja altitud y densa con visibilidad escasa en terreno montañoso." Archivado el 30 de septiembre de 2007 en Wayback Machine.

- El 21 de julio de 1961, un avión de Alaska Airlines DC-6 (Matrícula N6118C) "se estrelló a escasa distancia de la pista de aterrizaje debido a que el controlador de tráfico aéreo de la torre de control había olvidado encender las luces de la pista y el sistema de luces de proximidad a la pista que guían el aterrizaje nocturno." Las 6 personas a bordo murieron. El avión estaba por aterrizar en Shemya, Alaska. Archivado el 30 de septiembre de 2007 en Wayback Machine.

- El 4 de septiembre de 1971, el vuelo 1866 de Alaska Airlines, un Boeing 727-193, se estrelló en una montaña mientras se aproximaba a Juneau, Alaska, debido a que recibió información de navegación equivocada. 111 personas murieron, siete miembros de la tripulación y 104 pasajeros.[cita requerida]

- El 5 de abril de 1976, el vuelo 60 de Alaska Airlines, un Boeing 727-81 (Matrícula N124AS), se salió de la pista al aterrizar en Ketchikan, Alaska cuando el capitán decidió demasiado tarde intentar abortar el aterrizaje en el último momento. Un pasajero murió de un ataque cardíaco a raíz del accidente. Archivado el 30 de septiembre de 2007 en Wayback Machine.

- El 31 de enero de 2000, el vuelo 261 de Alaska Airlines cayó en picada en el Océano Pacífico cerca de Point Mugu, California justo antes de intentar un aterrizaje de emergencia en el Aeropuerto Internacional de Los Ángeles mientras viajaba proveniente de Puerto Vallarta, México, con destino a San Francisco y Seattle, pereciendo las 88 personas a bordo. En su reporte final, la National Transportation Safety Board (NTSB) determinó que la causa del accidente fue la falla del estabilizador horizontal de la cola al desprenderse por barrido los hilos de la tuerca del sistema de tornillo elevador ACME debido a lubricación insuficiente del ensamble del tornillo elevador por el personal de mantenimiento de Alaska Airlines. Más adelante la NTSB también determinó que la lubricación insuficiente se debió a que Alaska's extendió los intervalos de tiempo de lubricación e inspección y con la autorización de la Administración Federal de Aviación (FAA) para poder basarse en dichos intervalos extendidos. La NTSB también encontró que la falta de un mecanismo a prueba de fallas en el caso de destrucción de los hilos de la rosca de la tuerca ACME en el diseño del MD-80, contribuyó al accidente. Este incidente, junto con el accidente previo del avión de ValuJet que se estrelló, condujo a una supervisión más estrecha de las operaciones de mantenimiento de las aerolíneas por parte de la FAA.

- 26 de diciembre de 2005, el vuelo 536 de Alaska Airlines, el cual salió de Seattle, Washington con destino a Burbank, California tuvo que hacer un aterrizaje de emergencia. Esto se debió a que se formó un agujero de 30 cm de largo en el fuselaje, el cual produjo pérdida de presión en la cabina de aparato. Según la NTSB por medio de su vocero Jim Struhsaker, un encargado del manejo de equipaje confesó que no reportó inmediatamente después de haber golpeado una compuerta del avión con el vehículo portaequipaje o máquina de banda transportadora de equipaje. La Prensa Asociada (AP) cita a Struhsaker diciendo: "El golpe creó una arruga en la superficie externa de aluminio del avión, que finalmente se abrió hasta formar una fisura de 30 cm por 15 cm cuando la aeronave fue sometida a un incremento de la presión diferencial a 26 000 pies (7930 m) de altura.[cita requerida].

- El 10 de agosto de 2018, una aeronave Dash 8-Q400 de la compañía fue robado por un funcionario del aeropuerto de Seattle ejecutando maniobras peligrosas en el aire de la ciudad, el controlador aéreo avisa a las autoridades y envían 2 cazas F-15 armados para interceptar a la aeronave, al avión que no había repostado gasolina en tierra no tenía mucho combustible, el operante del avión reporta el bajo combustible al controlador, pocos segundos después hace una peligrosa maniobra en el aire lo cual le consumió mucho combustible y segundos después el avión se desploma en una isla muriendo el piloto al instante del impacto del avión que cayó en una zona despoblada. No hubo más fallecidos en el accidente.

- El 5 de enero de 2024, el vuelo 1282 de Alaska Airlines fue un vuelo nacional programado operado por Alaska Airlines desde el Aeropuerto Internacional de Portland, Oregón hacia el Aeropuerto Internacional de Ontario en California, Estados Unidos el 5 de enero de 2024. Poco después del despegue, una de las puertas de salida de emergencia desactivadas de fábrica en el Boeing 737 MAX 9 que servía para el vuelo explotó hacia fuera, provocando una rápida descompresión de la aeronave. El avión fue inmediatamente desviado de regreso a Portland.

## Otros hechos
- Desde los años 70 Alaska Airlines ha incluido una tarjeta de oración en cada comida durante el vuelo que cita un verso selecto de la Biblia. Esto ha provocado algún que otro comentario positivo (de la clientela de la aerolínea, en su mayoría estadounidense) y negativo (proveniente de los grupos ateos de los Estados Unidos e Internet) .

- El esquimal original pintado en los aviones de Alaska Airlines mostraba sus hombros. Pero desde los años de 80 en delante, solamente se muestra la cabeza del esquimal.

- Antes esta aerolínea ofrecía comidas y refrigerios sin costo durante sus vuelos. Sin embargo, desde principios de 2005, Alaska comenzó un programa piloto, cobrando cinco dólares en la cabina principal por comidas en vuelos a México. Comenzando en agosto de 2006, la aerolínea expandió este programa de compra de comida a bordo en la cabina clase económica en la mayoría de sus vuelos de más de tres horas de duración, incluyendo todos los vuelos intercontinentales. La aerolínea continúa sirviendo comidas de manera gratuita en la cabina de primera clase.

- El 13 de febrero de 2020 se anuncia que la aerolínea es un miembro electo de Oneworld, ingresando oficialmente en verano de 2021.